# محمدصادق مدنی
محمدصادق مدنی (زاده ۱۳۳۰، کاشان - درگذشته ۲۷ مهر ۱۳۹۲، تهران) از مدیران بورس اوراق بهادار در ایران بود. وی را به سبب همکاری ۲۰ساله با سازمان کارگزاران بورس اوراق بهادار تهران (سابق) و سازمان بورس و اوراق بهادار - در زمان ریاست هر چهار دبیرکل و رئیس این سازمان پس از انقلاب ۱۳۵۷ - به عنوان باسابقه‌ترین کارمند سازمان بورس و اوراق بهادار می‌شناختند.

## زندگی‌نامه
- ۱۳۳۰ در کاشان زاده شد.
- ۱۳۵۴ از دانشگاه گیلان درجه کارشناسی در رشته مدیریت صنعتی با گرایش مالی گرفت.
- ۱۳۵۶ برای ادامه تحصیل به آمریکا رفت.
- پیش از وقوع انقلاب ۱۳۵۷ به ایران بازگشت و ماندگار شد.
- ۱۳۵۸ پس از انجام خدمت نظام وظیفه کار حرفه‌ای خود را در وزارت بازرگانی آغاز کرد. با سمت مسئول مالی وارد شرکت گسترش خدمات بازرگانی (وابسته به وزارت بازرگانی) شد. آخرین مقامش در آن شرکت سرپرست مالی اداری بود.
- اردیبهشت ۱۳۷۰ به عنوان کارشناس نظارت بر شرکتها به سازمان کارگزاران بورس اوراق بهادار تهران (سابق) پیوست. در آغاز فعالیتش از سوی اله‌ویردی رجایی سلماسی، دبیرکل وقت آن سازمان، مسئول راه‌اندازی اتاق پایاپای سهام و تسویه وجوه شد. سپس، به عنوان مدیر نظارت بر بازار منصوب شد.
- اوایل دهه ۱۳۸۰ به عنوان مشاور ارشد نقشی اساسی در راه‌اندازی بورس فلزات (شهریور ۱۳۸۲) و بورس کالای کشاورزی (شهریور ۱۳۸۳) ایفا کرد؛ دو بورسی که پس از تصویب قانون بازار اوراق بهادار جمهوری اسلامی ایران (۱ آذر ۱۳۸۴، مجلس شورای اسلامی) در آذر ۱۳۸۵ به موجب مصوبه شورای عالی بورس و اوراق بهادار با هم ادغام شدند و بورس کالای ایران را تشکیل دادند.
- در سالهای آخر زندگی خود مدیرعامل کارگزاری امین‌سهم بود.
- ۲۷ مهر ۱۳۹۲ در اثر عوارض بیماری سرطان درگذشت.
- ۳۰ مهر ۱۳۹۲ آیین خاکسپاری وی در بندر انزلی برگزار شد.[۱][۲][۳][۴][۵][۶][۷][۸]